# 小寨

小寨过街天桥

小寨是西安的一个地名，位于陕西省西安市南郊，主要指小寨西路、小寨东路与长安中路交叉路口附近的地域，距离永宁门约四公里。因为周边高校众多，所以小寨也成为西安最有活力的区域之一。据统计，小寨区域有人口四十万，每日人流量约五十万人。

## 名称
小寨得名于明代“小寨村”，今天小寨附近仍有“东小寨村”。

## 商业
小寨区域是西安人流量最密集的商圈之一，有着大量的商业场所：
- 陕西省军区军人服务社
- 西安国际贸易中心
- 西安长安百盛
- 赛格国际购物中心
- 嘉汇汉唐书城
- 万邦书城
- 金鹰国际购物中心
- 金莎国际
- 西部证券
- 开米广场
- 百汇市场

在夜间，整个小寨天桥和附近的人行道都会被摆地摊的小贩所占据。

## 交通
小寨位于西安中轴线，交通发达。地铁2号线与地铁3号线均经过小寨站。另有K5路、30路、12路、14路、400路、323路、215路等多条公交线路经过小寨。
长期以来，小寨十字也是西安交通最为拥挤的地段之一。

## 著名地点

### 教育
- 长安大学
- 西安音乐学院
- 西安市育才中学
- 西安财经学院
- 西安科技大学
- 大雁塔小学
- 西安市育才中学

### 宗教

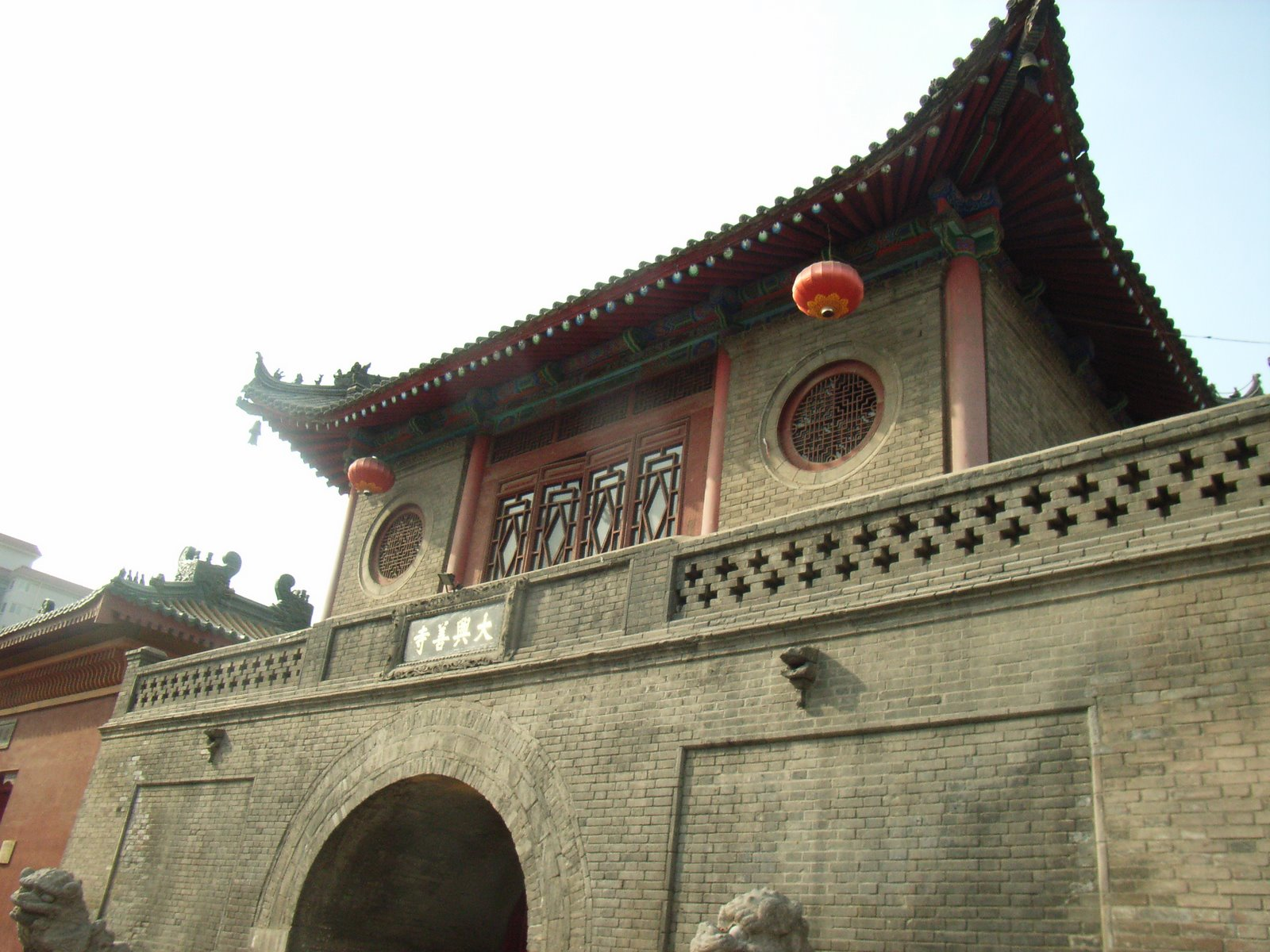
大兴善寺

- 大兴善寺

### 其他
- 陕西省军区

### 已拆除
- 小寨工人文化宫[8]
- 希望书店[5]
- 筑摩书店[5]